# Domingo Salvador Castagna
Domingo Salvador Castagna (ur. 12 stycznia 1931 w Buenos Aires) – argentyński duchowny rzymskokatolicki, w latach 1994–2007 arcybiskup Corrientes.

## Życiorys
Święcenia kapłańskie przyjął 4 grudnia 1955. 24 listopada 1978 został mianowany biskupem pomocniczym Buenos Aires ze stolicą tytularną Germania in Numidia. Sakrę biskupią otrzymał 29 grudnia 1978. 28 sierpnia 1984 został mianowany biskupem San Nicolás de los Arroyos, rządy w diecezji objął 20 października. 22 czerwca 1994 został mianowany arcybiskupem Corrientes, ingres odbył się 27 sierpnia. 27 września 2007 przeszedł na emeryturę.